# Hovd (település)
Hovd (mongolul Ховд) régebbi könyvekben Kobdó, a mongóliai Hovd tartomány székhelye. A Mongol-Altaj északi nyúlványainak lábánál fekszik, a Bujant-gol folyó partján, a fővárostól 1415 kilométerre. Lakossága 2008-ban 29 127 fő.

## Története
Hovdot az ojrát Galdan fejedelem alapította 1685-ben, mai helyétől 40 kilométerre északkeletre, a Hovd folyó partján, a Har-Usz-tó (Har-Usz-núr azaz „Fekete Vizű-tó”) közelében. Itt volt a fejedelem erődítménye és körülötte hadait ellátó gabonatermő földje. Galdan fejedelem Hovd közelében vetett véget életének 1697-ben, amikor harca végleg elbukott. 1717-ben a mandzsu Furdan generális helyezte ide táborát, majd 1730-ban kibővítették az erődöt, hogy az befogadhassa az ojrátok ellen küzdő 15 000 fős sereget.

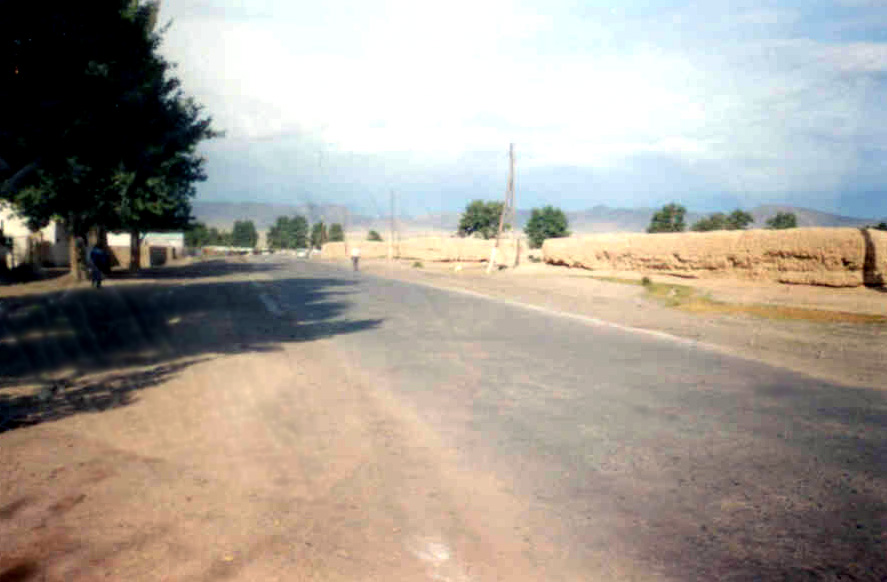
Az erőd romjai

Az 1755-ben kirobbant mandzsuellenes mongol felkelés idején a fölkelő Cengündzsav katonái vették birtokba az erődöt. A felkelés bukása után 1762-ben települt át a városerőd a Hovd folyó partjáról mai helyére, a Bujant-gol partjára. Itt is erődítménnyé építették, melynek négyzet alakú, bástyatornyos sáncfalai 16 ezer harcost fogadtak be. Az erőd körül hamarosan megjelentek a kínai kereskedők és kézművesek házai, a Hovd folyó jobb partján pedig mongol és kínai földművesek termelték a hadakat ellátó terményeket.
A katonaság arányának folyamatos csökkenésével a 19. század elejére Hovd polgárvárossá alakult. A város hivatalos neve ekkor Szangijn Hot, azaz Kincstári Város volt. Egy korabeli történetíró szerint több ezer család lakta, házaiban tízezer szoba volt. A kereskedőváros gazdagjai a faltól keletre települtek, itt volt a kínai hadisten temploma is (1785), kit a mongolok mondai hősükkel Geszer kánnal azonosítottak. Volt a városban muszlim mecset és sámánista szentély is. A várostól nyugatra állt a börtön.
1811-ben a mandzsu helyőrség nem tudta megakadályozni a kínai muszlim (dungán) felkelőket a város elpusztításában, de kereskedelemnek köszönhetően hamar újra fellendült a város élete. Két évszázados mandzsu uralom után 1911-ben a mongolok elűzték a mandzsu vezetőket.

## Lakosság
A város lakossága a 2000-es népszámláláskor 26 023 fő, a 2003-as becslés szerint 30 479, a 2007-es mérések szerint pedig 28 601 fő volt. 2008-ban 29 127-an éltek a városban.

## Gazdaság
Hovd lakosaiból sokan dolgoznak magángazdaságokban, főként szarvasmarha-tenyésztéssel és zöldségtermesztéssel foglalkoznak. A város és környéke híres görögdinnye és sárgadinnye termesztéséről.
A zöldségeket és tejtermékeket a hovdi piacon árusítják, ahol az élelmiszerek mellett ruházati cikkek, szerszámok és bútorok is kaphatók. A piac csütörtökön zárva tart, de a többi napokon még a szomszédos ajmagokból is érkeznek buszokkal.
A városban leányvállalata van a Nomin bolthálózatnak.

## Oktatás
Hovdban tíz óvoda és több általános- és középiskola működik. Két egyeteme is van, a Mezőgazdasági Egyetem és a Hovdi Egyetem. Utóbbit 1979-ben alapították a Mongol Állami Egyetem részeként, de 2004 óta önállóan működik. Az egyetemeken 1800 diák tanul 11 karon. Sokan jönnek a környező tartományokból is, valamint az oroszországi Tuvai Köztársaságból. Nekik két összesen 500 fős kollégium áll rendelkezésükre.
A városnak saját könyvtára van, de az egyetemek is rendelkeznek két könyvtárteremmel. Az Amerikai Központnak is van saját könyvtára és működik egy német nyelvű Svájci Könyvtár is.

## Közlekedés
A hovdi repülőtér (ZMKD/HVD) két leszállópályával rendelkezik. Rendszeres repülőjárat köti össze a fővárossal.
A városon halad keresztül az Ulánbátort az ország nyugati felével összekötő, Ölgijbe menő főút.